# إيناس مزمل
إيناس مُزمِّل (1981 - 4 فبراير 2024) كانت ناشطة في مجال حقوق الإنسان ودعم الديمقراطية، وكان لها دور بارز في الثورة السودانية، شاركت في تأسيس منظمة مدنية لبناء السلام، وشغلت منصب مديرتها حتى وفاتها في عام 2024.

## نبذة عنها
ولدت إيناس ونشأت في السودان . توفي والدها عندما كانت في الثالثة عشرة من عمرها،وربتها والدتها وإخوتها الست. تدربت مزمل للعمل في مجال التنمية وتطوعت لفترة في الأمم المتحدة.
توفيت إيناس مزمل بعد صراع قصير مع المرض في 4 فبراير 2024.

## النشاط

### مبادرة ركوب الدراجة الهوائية للنساء
أنشأت مزمل عام 2017 مبادرة الدراجيَّات السودانيات، التي عززت مشاركة المرأة في الرياضات الخارجية، فضلاً عن وصولهن إلى الأماكن العامة. أصدر الرئيس السوداني عام 1991 عمر البشير قوانين النظام العام بناءً على تفسيره للشريعة الإسلامية، التي حظرت على النساء ارتداء السراويل. بالإضافة إلى ذلك، كان هناك اعتقاد ثقافي بأن ركوب الدراجات يتسبب في فقدان المرأة لعذريتها. وذكرت مزمل أن نظام البشير استخدم مؤهلاته الدينية للحد من الانتقادات، لكن معظم السودانيين كانوا أكثر اعتدالاً وقبولاً لركوب النساء للدراجات والمشاركة في الألعاب الرياضية، على الرغم من الإبلاغ عن بعض المضايقات، في المقام الأول من الرجال، أثناء ركوب الدراجات.
تجتمع مبادرة راكبات الدراجات السودانيات أسبوعياً في حديقة بوسط الخرطوم، وبحلول عام 2018 زاد عدد أعضاء المُبادرة إلى أكثر من 50 عضواً. تلقت إيناس دعماً عملياً ومالياً من الاتحاد السوداني للدراجات والسفارة الهولندية، وأصبحت إحدى النساء من المجموعة أول سائقة توصيل في الخرطوم.

### الثورة السودانية وتأسيس مدنية
جمعت مُزمِّل الأموال وحشدت النساء خلال الثورة السودانية، وشاركت في الاحتجاجات. وأدت الثورة في نهاية المطاف إلى الإطاحة بالرئيس السوداني عمر البشير. أسست منظمة مدنية بعد الثورة عام 2019 وهي منظمة تعمل على تنسيق المشاركة المدنية والدعوة الشعبية ودعم الأزمات للنساء والفتيات. غالباً ما قدمت مزمل الدعم عبر مدنية إلى الناجيات من الاغتصاب، ويتضمن هذا الدعم أيضًا حصولهن على الرعاية بعد الاغتصاب. كان الدعم المقدم للناجيات ضعيفًا في كثير من الأحيان بسبب محدودية الأدوية والخدمات الأخرى في جميع أنحاء البلاد، وكذلك بسبب كون الإجهاض غير قانوني بموجب القانون السوداني، مما أدى إلى استخدام النساء للطرق التقليدية بما في ذلك الغسل المهبلي باستخدام الأعشاب. شاركت إيناس في الاحتجاجات عام 2021، التي تلت الانقلاب على عبد الله حمدوك من قبل القوات المسلحة السودانية وقوات الدعم السريع أثناء انتقال السودان إلى الديمقراطية، ودعت الجيش علنًا إلى ترك السياسة السودانية.

### الحرب في السودان
وفي أعقاب اندلاع الصراع بين القوات المسلحة السودانية وقوات الدعم السريع في أبريل 2023، نزحت مزمل من منزلها في الخرطوم. وتم بعد ذلك إجلاؤها هي واثنتان من أخواتها إلى أديس أبابا، إثيوبيا، بدعم من لجنة خدمة الأصدقاء الأمريكية. انتقدت مزمل الصراع الذي وصف بأنه حرب أهلية، مشيرة إلى أنه كان بين فصيلين ولا علاقة له بالشعب السوداني الذي كان يعاني نتيجة لذلك. دعت علناً إلى وقف إطلاق النار والتوصل إلى اتفاق سلام من خلال عملية مفاوضات شاملة. وصفت كلا من القوات المسلحة السودانية وقوات الدعم السريع بأنهما "إرهابيتان" واتهمتهما بارتكاب جرائم ضد الإنسانية، داعية الحكومات الدولية إلى فرض عقوبات على الجانبين والبدء في حملة إعادة الإعمار في السودان.
عملت مزمل خلال الحرب على تأمين الوصول إلى الخدمات الصحية للناجيات من الاغتصاب، بما في ذلك أدوية الوقاية من فيروس العوز المناعي البشري مثل أدوية الوقاية قبل التعرض، ووسائل منع الحمل، ووسائل الإخلاء. بعد إجلائها من السودان، واصلت مزمل استخدام وسائل التواصل الاجتماعي لإنشاء شبكة غير رسمية تضم العاملين في مجال الصحة وغيرهم من الناشطين لضمان وصول الأدوية والموارد المتاحة إلى الناجين. وذكرت مزمل أن الأمر معقد بسبب عدم قدرة منظمات الإغاثة على إيصال المساعدات إلى البلاد، فضلاً عن تعرض العديد من المستشفيات للقصف أو الاحتلال. ودعت المجتمع الدولي إلى التضامن مع الشعب السوداني لوضع حد للحرب وبناء مجتمع ديمقراطي.

## سبب الشهرة
حصلت مزمل في أكتوبر 2023 على جائزة القيادة العالمية للأصوات الحيوية من هيلاري كلينتون في حفل أقيم في واشنطن العاصمة، تقديرًا لنشاطها. وفي ديسمبر من ذات العام صنفتها صحيفة الغارديان كواحدة من أكثر الأشخاص إلهامًا لعام 2023.